# Fin de ronde
Fin de ronde (titre original : End of Watch) est un roman policier de Stephen King paru aux États-Unis le 7 juin 2016 puis le 8 mars 2017 en français. Ce roman est, après Mr. Mercedes et Carnets noirs, le troisième tome d'une trilogie centrée sur le personnage de Bill Hodges, policier à la retraite.

## Résumé
En janvier 2016, Bill Hodges et son associée Holly Gibney sont contactés par Pete Huntley, l'ancien partenaire de Hodges au sujet d'un meurtre-suicide concernant une femme qui était tétraplégique à cause de Brady Hartsfield, le meurtrier à la Mercedes, et sa mère. Hodges et Gibney découvrent rapidement des éléments troublants dans cette affaire a priori simple liés à la découverte dans la maison des victimes d'un Zappit, sorte de tablette tactile avec des applications de jeux vidéo. Hodges, qui souffre de l'estomac depuis quelque temps, apprend peu après qu'il est atteint d'un cancer du pancréas qu'il a très peu de chances de vaincre. 
Hartsfield, supposé être dans un état végétatif depuis que Gibney l'a empêché de faire sauter une bombe lors d'un concert en le frappant violemment à la tête, est sorti du coma en 2011. Il s'est alors découvert des pouvoirs psychiques, acquis à la suite d'expérimentations de médicaments effectuées par le docteur Felix Babineau durant sa phase de coma. Il possède de faibles capacités de télékinésie et, plus intéressant pour lui, la faculté d'envahir l'esprit de personnes se trouvant dans un état hypnotique. Hartsfield a ensuite découvert qu'un jeu du Zappit a un léger effet hypnotique. À partir de 2013, il prend lentement le contrôle de Babineau et d'un agent hospitalier, Al Brooks, afin de pouvoir agir à l'extérieur. En 2015, il fait reprogrammer des centaines de Zappit par l'intermédiaire de son ancienne collègue Freddi Linklatter afin d'accentuer encore plus cet effet hypnotique et d'entrer grâce à cela dans l'esprit des personnes qui y jouent. Son but est de pousser ainsi au suicide des centaines d'adolescents qui étaient présents au concert, prenant ainsi sa vengeance contre Bill Hodges.
Lorsque Hartsfield fait une tentative sur Barbara Robinson, la sœur de Jerome, qui avorte grâce à l'intervention d'un jeune homme, Hodges et Gibney deviennent persuadés que quelque chose se trame. Ils remontent la piste des Zappit et découvrent que Babineau en a acheté tout un stock lorsque la société qui les distribuait a fait faillite. Pendant ce temps, Hartsfield entre définitivement dans l'esprit du docteur et tue son ancien corps, après avoir mis en scène le meurtre de la femme de Babineau et la disparition de ce dernier, affaire où Al Brooks, dont il n'a plus besoin, est le coupable parfait (étant devenu fou à cause des visites intempestives de Brady Hartsfield dans son esprit). Enclenchant la dernière phase de son plan, il laisse ensuite Linklatter pour morte pour couvrir ses traces. Hodges, Gibney et Jerome retrouvent Linklatter, qui les aide à comprendre en quoi consiste le plan de Hartsfield. Ayant du mal à concevoir que le meurtrier occupe désormais le corps de Babineau, ils sont toutefois forcés de reconnaître que c'est la seule explication possible. Hartsfield s'installe dans le camp de chasse de Babineau pour pousser au suicide les adolescents grâce à son Zappit source. Hodges et Gibney partent à sa recherche en persuadant Jerome de ne pas les accompagner.
En arrivant au camp de chasse, Hodges et Gibney tombent dans un piège que Hartsfield leur avait tendu. Hartsfield force Hodges à jouer au Zappit pour pouvoir contrôler son esprit mais un SMS reçu par Hodges rompt le contact. Hodges en profite pour détruire le Zappit et Gibney, qui avait été assommée, reprend ses esprits à temps pour empêcher Hartsfield de tuer son ami. Hartsfield prend la fuite mais Jerome, prévenu par une intuition qu'a eu sa sœur en raison de la présence résiduelle de pensées de Hartsfield dans son cerveau, arrive à ce moment et l'écrase avec un Tucker Sno-Cat. Dans un geste de pitié, les trois détectives aident Hartsfield à mettre fin à ses souffrances. Hodges entre ensuite à l'hôpital pour commencer un traitement mais meurt huit mois plus tard, âgé de soixante-dix ans. Avec l'aide de Jerome, Gibney, très atteinte par sa mort, commence son processus de deuil et continue son travail à l'agence de détectives avec l'aide de Huntley, désormais lui aussi à la retraite. 

## Accueil et distinctions
Le roman est entré directement à la première place de la New York Times Best Seller list le 26 juin 2016. Il est resté neuf semaines dans ce classement, dont trois passées à la première place.
Le roman a remporté le Goodreads Choice Award 2016 du meilleur livre dans les genres thriller et mystère.

## Adaptation
La deuxième saison de la série télévisée Mr. Mercedes, diffusée en 2018, reprend les grandes lignes de l'intrigue de Fin de ronde sur plusieurs points mais s'en éloigne considérablement sur d'autres, gommant notamment les aspects les plus surnaturels du roman et ayant un dénouement totalement différent.